# Паишани (Горж)
Паишани (рум. Păișani) насеље је у Румунији у округу Горж у општини Стоина. Oпштина се налази на надморској висини од 188 m.

## Становништво
Према подацима из 2002. године у насељу је живело 452 становника, од којих су сви румунске националности.